# Kreuzkogel (Sportgastein)
Der Kreuzkogel ist ein 2685 m ü. A. hoher Berg in der Ankogelgruppe der Zentralalpen im österreichischen Bundesland Salzburg.

## Lage und Umgebung
Der Kreuzkogel befindet sich oberhalb von Sportgastein in der Katastralgemeinde Böckstein der Gemeinde Bad Gastein. Sein Gipfel erhebt sich an der Grenze zwischen dem Nationalpark Hohe Tauern im Südosten und dem Landschaftsschutzgebiet Gasteiner-Tal im Nordwesten. Zu den Bergen in der Umgebung zählen der 2680 m ü. A. hohe Salesenkogel und der 2620 m ü. A. hohe Radhausberg im Nordwesten, der 2440 m ü. A. hohe Honigleitenkogel im Nordosten sowie der 2554 m ü. A. hohe Kleine Woisgenkopf im Südosten. Drei Almen an den südwestlichen Hängen den Kreuzkogels sind die Brandtneralm, die Demlingalm und die Moaralm. Im Kreuzkogelsee östlich des Gipfels hat ein linker Zubringer des Höhkarbachs, der in den Anlaufbach mündet, seinen Ursprung. Weiter im Westen liegt der Knappenbäudlsee.
An den westlichen Hängen des Kreuzkogels verlaufen Schipisten. Diese sind über die Liftanlagen der Goldbergbahn und des Kreuzkogellifts erschlossen. Die Kabinenbahn der Goldbergbahn ist auch im Sommer in Betrieb und kann bis zu 2350 Personen in der Stunde befördern. Vom Gasteiner Heilstollen führt der Florentinweg auf den Kreuzkogel. Der steinige und abschnittsweise schwer begehbare Wanderweg ist nach Ferdinand Florentin benannt, der bis 1964 Betriebsleiter des Erzbergbaus Radhausberg war. Der nach dem Montanhistoriker Fritz Gruber benannte Dr.-Fritz-Gruber-Weg führt von Sportgastein auf den Berg. Der Kreuzkogel zählt zu den 55 Gipfeln des Gasteinertals, für deren vollständige Besteigung der Gasteiner Gipfelkranz vergeben wird, die höchste Klasse der Gasteiner Wandernadeln des Österreichischen Alpenvereins.

## Geschichte
Die Sektion Badgastein des Deutschen und Österreichischer Alpenvereins hinterlegte 1925 am Kreuzkogel ein Gipfelbuch.

## Geologie
Der Gipfelbereich des Kreuzkogels ist von Orthogneis und Granitgneis des Tauernfensters (Penninikum) geprägt.

## Flora
An den unteren südlichen und westlichen Hängen gibt es Bestände der Rostblättrigen Alpenrose (Rhododendron ferrugineum). Darunter schließen zum Teil Grünerlen-Buschwälder an.